# بزبيران (بمبور الشرقي)
بزبیران (بالفارسية: بزپیران) هي منطقة سكنية تقع في إيران في قسم بمبور الشرقي الريفي. يقدر عدد سكانها بـ 1,179 نسمة .